# François de Licht
François de Licht ou Franciscus Lichtius, est un humaniste et humoriste brabançon de langue latine, né à Anvers et décédé vers 1650.
Bien introduit dans les milieux humanistes des Pays-Bas  et du cercle d'Abraham Ortelius dont il était parent, et désireux peut-être de se distraire tout en distrayant ses lecteurs, il publia en latin une amusante facétie dont le thème était, ou plutôt l'absence de thème, le "rien" le "nihilum".
Cette Asserta veritas genuina Nihili, parut à Anvers en 1642 et son succès fut confirmé en 1647 par une nouvelle édition dont le titre modifié était Nihil sub sole novum, rien de neuf sous le soleil.
Il ne faut pas le confondre avec le poète latin Petrus de Licht.